# A Fazenda 7
 A Fazenda 7 foi a sétima temporada do reality show brasileiro A Fazenda, que traz pessoas famosas convivendo em um ambiente rural em uma disputa por um prêmio de dois milhões de reais. O programa foi transmitido entre 14 de setembro de 2014 e 10 de dezembro do mesmo ano. A edição é novamente apresentada por Britto Júnior, contando com reportagens de Dani Duf. Gianne Albertoni e Carla Diaz ficam no comando de A Fazenda Online.
O vencedor da temporada foi o cantor DH Silveira, que enfrentou a modelo Babi Rossi e a socialite, escritora e funkeira Heloísa Faissol na final do programa. DH recebeu 2 milhões de reais e Babi foi premiada com um carro no valor de 100 mil reais por seu segundo lugar.

## Formato
A mecânica do reality é a mesma da temporada anterior, mostrando o dia a dia dos peões com as dinâmicas listadas abaixo:
- Sexta-feira: Prova da Chave
- Sábado: Festa
- Domingo: Atividade Especial
- Segunda-feira Formação de Roça
- Terça-feira: Prova do Fazendeiro
- Quarta-feira: Convivência
- Quinta-feira: Eliminação

A sétima edição traz 17 participantes, sendo que 16 foram revelados na estreia, e o último foi revelado dia 16 de setembro de 2014, onde foram divididos em três equipes: Avestruz, Coelho e Ovelha.
A Roça manteve um formato similar à da quinta edição: Um peão indicado pelo fazendeiro, outro pelos peões na votação e outro de forma variável de acordo com a semana. A definição do Fazendeiro se manteve da mesma forma, com os roceiros disputando a liberdade da Roça em uma prova que lhes garantiria tal cargo.
- Fazendeiro da Semana: O primeiro Fazendeiro foi escolhido através de uma dinâmica entre os participantes, tornando Marlos Cruz o primeiro fazendeiro da temporada. Na segunda semana o fazendeiro era escolhido através de uma prova com os três indicados na votação, e os outros dois estavam definitivamente na Roça. O Fazendeiro era quem delegava as tarefas e ainda vetava uma equipe da Prova da Chave.
- Prova da Chave: Nesta temporada, o Fazendeiro da Semana tem o poder de vetar uma das equipes de participar da Prova da Chave. O ganhador se tornava o detentor do Poder da Chave pela semana e o perdedor era mandado para o Celeiro com os outros membros de sua equipe (menos o Fazendeiro, se ele for parte desta equipe) até a formação da Roça. Para uma maior interatividade com o público da internet, foi introduzido o envelope da cor vermelha ao jogo, que através do twitter da o poder de decisão sobre o poder do envelope conquistado por tal participante, o objetivo é usar a hashtag #AFazendaNãoAbre ou a hashtag #AFazendaAbre, vetando ou não o que pode ser um prêmio especial para o peão em questão, como também um benefício ou malefício a dinâmica do jogo.
- Prova da Chave Especial: Por permanecer com mais integrantes até a metade do jogo, as companheiras da equipe Coelho (Babi Rossi, Heloísa Faissol, Pepê & Neném e Andréia Sorvetão) disputaram esta prova. A socialite Heloísa Faissol venceu a prova e ganhou cinco envelopes da arca, entre eles um com a notícia de que ela era a primeira finalista da temporada.[5] A partir da vitória de Heloísa, as equipes foram extintas.

O sistema de votação continua como em A Fazenda 6: ao invés de votar para eliminar, o público deveria votar para salvar seu participante favorito.
Esta temporada foi a que mais demorou a acontecer uma eliminação, isso em virtude do cancelamento da primeira roça pelos problemas judiciais envolvendo Roy Rosseló, que enfrentava Heloísa Faissol na berlinda. O primeiro eliminado, Oscar Maroni, saiu de A Fazenda apenas no episódio 18, em 02 de outubro de 2014, em uma roça contra o ex-menudo.
Por conta desse atraso, a reta final do programa iniciou mais cedo, em comparação com outras edições. As mudanças significativas na dinâmica semanal do jogo começaram após a sétima eliminação (de Felipeh Campos). A partir da segunda feira, 17 de novembro, e perdurando até o dia 10 de dezembro, com a Grande Final. Os últimos 24 episódios abarcaram 7 eliminações. 

## Transmissão
Segunda a Sexta - 22h30, logo após Vitória.
Sábado - 22h45, logo após o Programa da Sabrina.
Domingo - 22h30, logo após o Domingo Espetacular.
A transmissão foi feita online, de graça pelo Portal R7 e via aplicativo para iOS e Android. O programa foi exibido em HD.

## Controvérsias

### Caso Roy Rosselló
No dia 25 de setembro de 2014, o participante Roy Rosselló deixou a sede por determinação judicial. Por esse motivo a votação para a Roça da semana, na qual Roy estava, foi suspensa. Mas após ser liberado, retornou ao jogo e teve a Roça na qual disputava com Heloísa Faissol cancelada para não prejudicá-los.

### Ofensas a Pepê & Neném
No dia 29 de setembro de 2014, durante uma votação ao vivo e conturbada, Pepê & Neném foram vitimas de preconceito pelo participante Felipeh Campos, que disse que as artistas entraram em 'ostracismo', e que ambas se vestiam como motoboys e entregadores de pizza, ao criticar o estilo delas de se vestirem. Além de criticar as duas, ofendeu também Cristina Mortágua, Andréia Sorvetão, Heloísa Faissol e Lorena Bueri. Fato este que gerou grande repercussão na sede do programa e na internet, pedindo pela expulsão do peão, que foi excluído e criticado pelos demais peões (inclusive de sua equipe: Ovelha) e ficou isolado por conta própria. Após um tempo, pediu perdão a alguns que havia ofendido, que aceitaram, porém não acreditaram.

### Diego Cristo: agressão
Na madrugada do dia 3 para 4 de outubro de 2014, após o fim da festa do cordel, Diego se jogou em cima do peão Marlos, que teve uma lesão no pescoço, este que foi atendido na despensa. Além disso, Roy o acusou de dar um pisão proposital em seu pé, este que reclamava de muita dor. E como se não bastasse, deu uma cabeçada em DH durante uma outra discussão. No entanto, a direção do reality não se manifestou sobre o assunto e não puniu/expulsou o peão como foi o caso de Duda Yankovich, expulsa em A Fazenda 4.

## Participantes
Abaixo a lista dos participantes desta edição, com as ocupações listadas pelo site oficial do programa e com as respectivas idades durante o início das gravações.
Pela primeira vez em um reality show brasileiro, duas pessoas (as gêmeas Pepê e Neném) participam da disputa como um único competidor.
No dia 2 de fevereiro de 2017, cerca de dois anos após a realização do programa, a participante Heloísa Faissol foi encontrada morta em seu apartamento, aos 46 anos de idade.
| Participante                                   | Profissão               | Equipe   | Equipe   | Equipe                                 | Resultado                                |
| Participante                                   | Profissão               | Semana 1 | Semana 3 | Semana 7                               | Resultado                                |
| ---------------------------------------------- | ----------------------- | -------- | -------- | -------------------------------------- | ---------------------------------------- |
| DH Silveira 27 anos, Jundiaí - SP              | Vocalista da banda Cine | Avestruz | Avestruz | Avestruz                               | Vencedor em 10 de dezembro de 2014       |
| Babi Rossi 24 anos, São Paulo- SP              | Ex-Panicat              | Coelho   | Coelho   | Coelho                                 | 2.º lugar em 10 de dezembro de 2014      |
| Heloísa Faissol 44 anos, Rio de Janeiro - RJ   | Socialite e funkeira    | Coelho   | Coelho   | Coelho                                 | 3.º lugar em 10 de dezembro de 2014      |
| Pepê & Neném 39 anos, Rio de Janeiro - RJ      | Cantoras                | Nenhuma  | Coelho   | Coelho                                 | 14.ª eliminação em 7 de dezembro de 2014 |
| Leo Rodriguez 25 anos, Descalvado - SP         | Cantor sertanejo        | Ovelha   | Ovelha   | Ovelha                                 | 13.º eliminado em 4 de dezembro de 2014  |
| Andréia Sorvetão 41 anos, Rio de Janeiro - RJ  | Ex-Paquita              | Avestruz | Avestruz | Coelho                                 | 12.ª eliminada em 2 de dezembro de 2014  |
| MC Brunninha 21 anos, Leopoldina - MG          | Cantora                 | Avestruz | Avestruz | Avestruz                               | 11.ª eliminada em 27 de novembro de 2014 |
| Marlos Cruz 35 anos, Rio de Janeiro - RJ       | Modelo e ator           | Avestruz | Avestruz | Avestruz                               | 10.º eliminado em 25 de novembro de 2014 |
| Bruna Tang 36 anos, Belo Horizonte - MG        | Apresentadora e cantora | Ovelha   | Ovelha   | Ovelha                                 | 9.ª eliminada em 20 de novembro de 2014  |
| Débora Lyra 25 anos, Vila Velha - ES           | Miss Brasil 2010        | Coelho   | Coelho   | Avestruz                               | 8.ª eliminada em 18 de novembro de 2014  |
| Felipeh Campos 40 anos, São Paulo - SP         | Jornalista              | Ovelha   | Ovelha   | Ovelha                                 | 7.º eliminado em 13 de novembro de 2014  |
| Robson Caetano 50 anos, Rio de Janeiro - RJ    | Medalhista olímpico     | Coelho   | Coelho   | Coelho                                 | 6.º eliminado em 6 de novembro de 2014   |
| Cristina Mortágua 44 anos, Rio de Janeiro - RJ | Modelo                  | Nenhuma  | Ovelha   | Ovelha                                 | 5.ª eliminada em 30 de outubro de 2014   |
| Lorena Bueri 26 anos, Pirapora - MG            | Modelo                  | Ovelha   | Ovelha   |                                        | 4.ª eliminada em 23 de outubro de 2014   |
| Roy Rosselló 45 anos, Río Piedras - Porto Rico | Ex-Menudo               | Avestruz | Avestruz | 3.º eliminado em 16 de outubro de 2014 |                                          |
| Diego Cristo 35 anos, Ponta Grossa - PR        | Ator e modelo           | Ovelha   | Ovelha   | 2.º eliminado em 9 de outubro de 2014  |                                          |
| Oscar Maroni 63 anos, Jundiaí - SP             | Empresário da noite     | Coelho   |          | 1.º eliminado em 2 de outubro de 2014  |                                          |

## Histórico
Legenda geral
|  | Equipe Avestruz |  | Equipe Coelho |  | Equipe Ovelha |  | Fim de equipes |

### Poder da Chave
Desde a quinta temporada que os participantes competem para ganhar o Poder da Chave toda semana. O Poder da Chave dá o direito ao detentor de abrir uma arca que pode ter consequências boas ou ruins no processo de indicação à Roça. As escolhas dos ganhadores do Poder da Chave estão marcadas em negrito.
Nesta temporada, cada equipe deveria escolher um representante para competir pela arca a cada semana. Porém, o Fazendeiro tem o direito de vetar a participação de um destes três, deixando apenas dois competidores por desafio. O ganhador se torna o detentor do Poder da Chave pela semana e o perdedor é mandado para o Celeiro com os outros membros de sua equipe (menos o Fazendeiro, se ele for parte desta equipe) até a formação da Roça. As escolhas do detentor do Poder da Chave estão marcadas em negrito.
Na semana 11, apenas a equipe com mais integrantes ainda no jogo (Coelho) competiu pelo Super Poder da Chave e os outros participantes foram para o Celeiro.
NOTAS:
- Na primeira semana, um sorteio realizado pela produção determinou que Neném representaria a dupla Pepê & Neném nas provas.
- Com a eliminação de Oscar Maroni, Pepê & Neném, que até então não pertenciam a nenhuma equipe, passaram a fazer parte da Equipe Coelho.
- No dia 47, a participante Andréia Sorvetão trocou de equipe com Débora Lyra devido a uma votação popular instantânea (Andréia deixou de ser da Equipe Avestruz para fazer parte da Equipe Coelho e Débora saiu da Equipe Coelho para entrar na Equipe Avestruz). Depois desse dia, nenhum peão mudou de Equipe.

| Semana | Participantes | Ganhador  | Excluídos                                        | Consequências |
| ------ | ------------- | --------- | ------------------------------------------------ | --- |
| 2      | DH            | Bruna     | Equipe Avestruz: Andréia Brunninha DH Roy        | Bruna recebeu dois envelopes: - Envelope Vermelho: #AFazendaNAOABRE valia um Carro 0 km - Ela devia imunizar alguém (Lorena) e vetar alguém do Celeiro na votação (DH) - Escolher alguém sem time para integrar a Equipe Ovelha (Cristina ou Pepê & Neném) |
| 2      | Débora        | Bruna     | Equipe Avestruz: Andréia Brunninha DH Roy        | Bruna recebeu dois envelopes: - Envelope Vermelho: #AFazendaNAOABRE valia um Carro 0 km - Ela devia imunizar alguém (Lorena) e vetar alguém do Celeiro na votação (DH) - Escolher alguém sem time para integrar a Equipe Ovelha (Cristina ou Pepê & Neném) |
| 2      | Bruna         | Bruna     | Equipe Avestruz: Andréia Brunninha DH Roy        | Bruna recebeu dois envelopes: - Envelope Vermelho: #AFazendaNAOABRE valia um Carro 0 km - Ela devia imunizar alguém (Lorena) e vetar alguém do Celeiro na votação (DH) - Escolher alguém sem time para integrar a Equipe Ovelha (Cristina ou Pepê & Neném) |
| 3      | Marlos        | Leo       | Equipe Avestruz: Andréia Brunninha DH Marlos Roy | Leo recebeu dois envelopes: - Envelope Vermelho: #AFazendaNAOABRE valia uma imunidade para alguém de sua equipe - Indicar alguém do Celeiro para a Roça (Roy) |
| 3      | Robson        | Leo       | Equipe Avestruz: Andréia Brunninha DH Marlos Roy | Leo recebeu dois envelopes: - Envelope Vermelho: #AFazendaNAOABRE valia uma imunidade para alguém de sua equipe - Indicar alguém do Celeiro para a Roça (Roy) |
| 3      | Leo           | Leo       | Equipe Avestruz: Andréia Brunninha DH Marlos Roy | Leo recebeu dois envelopes: - Envelope Vermelho: #AFazendaNAOABRE valia uma imunidade para alguém de sua equipe - Indicar alguém do Celeiro para a Roça (Roy) |
| 4      | Roy           | Roy       | Equipe Coelho: Babi Débora Heloísa Pepê & Neném  | Roy recebeu dois envelopes: - Envelope Vermelho: #AFazendaABRE dizia que seu voto estaria anulado (Lorena) - Ele estava imune e deveria imunizar algum excluído do Celeiro (Débora) |
| 4      | Neném         | Roy       | Equipe Coelho: Babi Débora Heloísa Pepê & Neném  | Roy recebeu dois envelopes: - Envelope Vermelho: #AFazendaABRE dizia que seu voto estaria anulado (Lorena) - Ele estava imune e deveria imunizar algum excluído do Celeiro (Débora) |
| 4      | Diego         | Roy       | Equipe Coelho: Babi Débora Heloísa Pepê & Neném  | Roy recebeu dois envelopes: - Envelope Vermelho: #AFazendaABRE dizia que seu voto estaria anulado (Lorena) - Ele estava imune e deveria imunizar algum excluído do Celeiro (Débora) |
| 5      | Andréia       | Andréia   | Equipe Coelho: Babi Débora Pepê & Neném Robson   | Andréia recebeu dois envelopes: - Envelope Vermelho: #AFazendaABRE - o sorteio do carro foi cancelado e ela ganhou o carro - A equipe vetada pela fazendeira (Heloísa) de participar da prova da chave estava imune (Equipe Ovelha) - O voto de um dos excluídos do Celeiro seria dobrado (Babi) |
| 5      | Débora        | Andréia   | Equipe Coelho: Babi Débora Pepê & Neném Robson   | Andréia recebeu dois envelopes: - Envelope Vermelho: #AFazendaABRE - o sorteio do carro foi cancelado e ela ganhou o carro - A equipe vetada pela fazendeira (Heloísa) de participar da prova da chave estava imune (Equipe Ovelha) - O voto de um dos excluídos do Celeiro seria dobrado (Babi) |
| 5      | Lorena        | Andréia   | Equipe Coelho: Babi Débora Pepê & Neném Robson   | Andréia recebeu dois envelopes: - Envelope Vermelho: #AFazendaABRE - o sorteio do carro foi cancelado e ela ganhou o carro - A equipe vetada pela fazendeira (Heloísa) de participar da prova da chave estava imune (Equipe Ovelha) - O voto de um dos excluídos do Celeiro seria dobrado (Babi) |
| 6      | Brunninha     | Brunninha | Equipe Coelho: Babi Débora Heloísa Pepê & Neném  | Brunninha recebeu dois envelopes: - Envelope Vermelho: #AFazendaABRE - o ganhador do Poder da Chave e toda sua equipe devem dormir fora da sede e a equipe do ganhador do Poder deve cuidar de todos os animais no dia seguinte - Ela deveria escolher dois excluídos do Celeiro para ganhar imunidade (Babi e Heloísa) - Ela deveria trocar o participante indicado pelo "Resta Um" (Pepê & Neném) por outro (Lorena) |
| 6      | Babi          | Brunninha | Equipe Coelho: Babi Débora Heloísa Pepê & Neném  | Brunninha recebeu dois envelopes: - Envelope Vermelho: #AFazendaABRE - o ganhador do Poder da Chave e toda sua equipe devem dormir fora da sede e a equipe do ganhador do Poder deve cuidar de todos os animais no dia seguinte - Ela deveria escolher dois excluídos do Celeiro para ganhar imunidade (Babi e Heloísa) - Ela deveria trocar o participante indicado pelo "Resta Um" (Pepê & Neném) por outro (Lorena) |
| 6      | Bruna         | Brunninha | Equipe Coelho: Babi Débora Heloísa Pepê & Neném  | Brunninha recebeu dois envelopes: - Envelope Vermelho: #AFazendaABRE - o ganhador do Poder da Chave e toda sua equipe devem dormir fora da sede e a equipe do ganhador do Poder deve cuidar de todos os animais no dia seguinte - Ela deveria escolher dois excluídos do Celeiro para ganhar imunidade (Babi e Heloísa) - Ela deveria trocar o participante indicado pelo "Resta Um" (Pepê & Neném) por outro (Lorena) |
| 7      | DH            | Leo       | Equipe Avestruz: Andréia Brunninha DH Marlos     | Leo recebeu dois envelopes: - Envelope Vermelho: #AFazendaNAOABRE valia um passeio - Poderia imunizar dois peões (Felipeh e Robson) - A equipe excluída no Celeiro estava imune no Resta Um (Equipe Avestruz) |
| 7      | Robson        | Leo       | Equipe Avestruz: Andréia Brunninha DH Marlos     | Leo recebeu dois envelopes: - Envelope Vermelho: #AFazendaNAOABRE valia um passeio - Poderia imunizar dois peões (Felipeh e Robson) - A equipe excluída no Celeiro estava imune no Resta Um (Equipe Avestruz) |
| 7      | Leo           | Leo       | Equipe Avestruz: Andréia Brunninha DH Marlos     | Leo recebeu dois envelopes: - Envelope Vermelho: #AFazendaNAOABRE valia um passeio - Poderia imunizar dois peões (Felipeh e Robson) - A equipe excluída no Celeiro estava imune no Resta Um (Equipe Avestruz) |
| 8      | Marlos        | Bruna     | Equipe Coelho: Andréia Babi Heloísa Robson       | Bruna recebeu dois envelopes: - Envelope Vermelho: #AFazendaNAOABRE valia assistir um filme com duas pessoas. - Ela estava imune e deveria escolher entre ganhar 10 mil reais ou imunizar os demais integrantes de sua equipe (Equipe Ovelha) - Os excluídos (Equipe Coelho) deveriam escolher em consenso um integrante a ir direto à Roça (Andréia) e outro para ser imunizado (Babi) |
| 8      | Robson        | Bruna     | Equipe Coelho: Andréia Babi Heloísa Robson       | Bruna recebeu dois envelopes: - Envelope Vermelho: #AFazendaNAOABRE valia assistir um filme com duas pessoas. - Ela estava imune e deveria escolher entre ganhar 10 mil reais ou imunizar os demais integrantes de sua equipe (Equipe Ovelha) - Os excluídos (Equipe Coelho) deveriam escolher em consenso um integrante a ir direto à Roça (Andréia) e outro para ser imunizado (Babi) |
| 8      | Bruna         | Bruna     | Equipe Coelho: Andréia Babi Heloísa Robson       | Bruna recebeu dois envelopes: - Envelope Vermelho: #AFazendaNAOABRE valia assistir um filme com duas pessoas. - Ela estava imune e deveria escolher entre ganhar 10 mil reais ou imunizar os demais integrantes de sua equipe (Equipe Ovelha) - Os excluídos (Equipe Coelho) deveriam escolher em consenso um integrante a ir direto à Roça (Andréia) e outro para ser imunizado (Babi) |
| 9      | Marlos        | Marlos    | Equipe Coelho: Babi Heloísa Pepê & Neném         | Marlos recebeu dois envelopes: - Envelope Vermelho: #AFAZENDAABRE Sua equipe (Equipe Avestruz) estaria de folga das obrigações no dia seguinte da festa - Ele teria duas opções de escolha: indicar um participante para ir para a Roça e ganhar um carro ou ir para a Roça e ganhar o carro - Poderia imunizar um da equipe excluída do Celeiro (Heloísa) |
| 9      | Babi          | Marlos    | Equipe Coelho: Babi Heloísa Pepê & Neném         | Marlos recebeu dois envelopes: - Envelope Vermelho: #AFAZENDAABRE Sua equipe (Equipe Avestruz) estaria de folga das obrigações no dia seguinte da festa - Ele teria duas opções de escolha: indicar um participante para ir para a Roça e ganhar um carro ou ir para a Roça e ganhar o carro - Poderia imunizar um da equipe excluída do Celeiro (Heloísa) |
| 9      | Leo           | Marlos    | Equipe Coelho: Babi Heloísa Pepê & Neném         | Marlos recebeu dois envelopes: - Envelope Vermelho: #AFAZENDAABRE Sua equipe (Equipe Avestruz) estaria de folga das obrigações no dia seguinte da festa - Ele teria duas opções de escolha: indicar um participante para ir para a Roça e ganhar um carro ou ir para a Roça e ganhar o carro - Poderia imunizar um da equipe excluída do Celeiro (Heloísa) |
| 10     | DH            | DH        | Equipe Coelho: Andréia Babi Heloísa Pepê & Neném | DH recebeu dois envelopes: - Envelope Vermelho: #AFAZENDAABRE presentearia qualquer peão de outra equipe com uma viagem de uma semana para Las Vegas (Pepê & Neném) - Envelope Roxo: O público por meio de uma votação instantânea deveria escolher entre abrir ou não o envelope que imunizaria e vetaria o voto da peoa que voltar da Roça (Babi) - Ele estava imune e deveria vetar alguém dos excluídos de votar (Babi) - Ele seria o novo Fazendeiro da Semana |
| 10     | Heloísa       | DH        | Equipe Coelho: Andréia Babi Heloísa Pepê & Neném | DH recebeu dois envelopes: - Envelope Vermelho: #AFAZENDAABRE presentearia qualquer peão de outra equipe com uma viagem de uma semana para Las Vegas (Pepê & Neném) - Envelope Roxo: O público por meio de uma votação instantânea deveria escolher entre abrir ou não o envelope que imunizaria e vetaria o voto da peoa que voltar da Roça (Babi) - Ele estava imune e deveria vetar alguém dos excluídos de votar (Babi) - Ele seria o novo Fazendeiro da Semana |
| 10     | Bruna         | DH        | Equipe Coelho: Andréia Babi Heloísa Pepê & Neném | DH recebeu dois envelopes: - Envelope Vermelho: #AFAZENDAABRE presentearia qualquer peão de outra equipe com uma viagem de uma semana para Las Vegas (Pepê & Neném) - Envelope Roxo: O público por meio de uma votação instantânea deveria escolher entre abrir ou não o envelope que imunizaria e vetaria o voto da peoa que voltar da Roça (Babi) - Ele estava imune e deveria vetar alguém dos excluídos de votar (Babi) - Ele seria o novo Fazendeiro da Semana |
| 11     | Andréia       | Heloísa   | Brunninha DH Leo Marlos                          | Heloisa recebeu cinco envelopes: - Ela deveria escolher um dos peões da extinta Equipe Coelho a ganhar um carro (Babi) - Heloísa recebeu a notícia de que já seria uma finalista - Envelope Cobre: Os integrantes da extinta Equipe Coelho deveriam combinar em consenso de indicar um dos peões excluídos a ir para a Roça (Leo) - Heloisa deveria escolher entre os roceiros (Leo e Marlos) a entregar envelopes: com os seguintes poderes: - Envelope Roxo: O peão que retornar estaria imune e indicaria um peão restante para a próxima Roça (Leo) - Envelope Laranja: O peão que retornar estaria na Roça e imunizaria um dos peões restantes (Marlos) |
| 11     | Babi          | Heloísa   | Brunninha DH Leo Marlos                          | Heloisa recebeu cinco envelopes: - Ela deveria escolher um dos peões da extinta Equipe Coelho a ganhar um carro (Babi) - Heloísa recebeu a notícia de que já seria uma finalista - Envelope Cobre: Os integrantes da extinta Equipe Coelho deveriam combinar em consenso de indicar um dos peões excluídos a ir para a Roça (Leo) - Heloisa deveria escolher entre os roceiros (Leo e Marlos) a entregar envelopes: com os seguintes poderes: - Envelope Roxo: O peão que retornar estaria imune e indicaria um peão restante para a próxima Roça (Leo) - Envelope Laranja: O peão que retornar estaria na Roça e imunizaria um dos peões restantes (Marlos) |
| 11     | Heloísa       | Heloísa   | Brunninha DH Leo Marlos                          | Heloisa recebeu cinco envelopes: - Ela deveria escolher um dos peões da extinta Equipe Coelho a ganhar um carro (Babi) - Heloísa recebeu a notícia de que já seria uma finalista - Envelope Cobre: Os integrantes da extinta Equipe Coelho deveriam combinar em consenso de indicar um dos peões excluídos a ir para a Roça (Leo) - Heloisa deveria escolher entre os roceiros (Leo e Marlos) a entregar envelopes: com os seguintes poderes: - Envelope Roxo: O peão que retornar estaria imune e indicaria um peão restante para a próxima Roça (Leo) - Envelope Laranja: O peão que retornar estaria na Roça e imunizaria um dos peões restantes (Marlos) |
| 11     | Neném         | Heloísa   | Brunninha DH Leo Marlos                          | Heloisa recebeu cinco envelopes: - Ela deveria escolher um dos peões da extinta Equipe Coelho a ganhar um carro (Babi) - Heloísa recebeu a notícia de que já seria uma finalista - Envelope Cobre: Os integrantes da extinta Equipe Coelho deveriam combinar em consenso de indicar um dos peões excluídos a ir para a Roça (Leo) - Heloisa deveria escolher entre os roceiros (Leo e Marlos) a entregar envelopes: com os seguintes poderes: - Envelope Roxo: O peão que retornar estaria imune e indicaria um peão restante para a próxima Roça (Leo) - Envelope Laranja: O peão que retornar estaria na Roça e imunizaria um dos peões restantes (Marlos) |
| 12     | Andréia       | Leo       | Andréia Babi DH Heloísa Leo Pepê & Neném         | Leo recebeu dois envelopes: - Ele deveria trocar o participante indicado pelo "Resta Um" (Pepê & Neném) por outro (Andréia) - Envelope Vermelho: #AFAZENDAABRE enviou todos os peões para o Celeiro |
| 12     | Babi          | Leo       | Andréia Babi DH Heloísa Leo Pepê & Neném         | Leo recebeu dois envelopes: - Ele deveria trocar o participante indicado pelo "Resta Um" (Pepê & Neném) por outro (Andréia) - Envelope Vermelho: #AFAZENDAABRE enviou todos os peões para o Celeiro |
| 12     | DH            | Leo       | Andréia Babi DH Heloísa Leo Pepê & Neném         | Leo recebeu dois envelopes: - Ele deveria trocar o participante indicado pelo "Resta Um" (Pepê & Neném) por outro (Andréia) - Envelope Vermelho: #AFAZENDAABRE enviou todos os peões para o Celeiro |
| 12     | Heloísa       | Leo       | Andréia Babi DH Heloísa Leo Pepê & Neném         | Leo recebeu dois envelopes: - Ele deveria trocar o participante indicado pelo "Resta Um" (Pepê & Neném) por outro (Andréia) - Envelope Vermelho: #AFAZENDAABRE enviou todos os peões para o Celeiro |
| 12     | Leo           | Leo       | Andréia Babi DH Heloísa Leo Pepê & Neném         | Leo recebeu dois envelopes: - Ele deveria trocar o participante indicado pelo "Resta Um" (Pepê & Neném) por outro (Andréia) - Envelope Vermelho: #AFAZENDAABRE enviou todos os peões para o Celeiro |
| 12     | Neném         | Leo       | Andréia Babi DH Heloísa Leo Pepê & Neném         | Leo recebeu dois envelopes: - Ele deveria trocar o participante indicado pelo "Resta Um" (Pepê & Neném) por outro (Andréia) - Envelope Vermelho: #AFAZENDAABRE enviou todos os peões para o Celeiro |

### Delegação das obrigações
Toda semana, o Fazendeiro da semana tem que delegar uma obrigação para os peões, como cuidar das vacas, das aves e das plantas.
|                 | Sem 2                                   | Sem 3                               | Sem 4                          | Sem 5                        | Sem 6             | Sem 7        | Sem 8           | Sem 9        | Sem 10       | Sem 10       | Sem 11       | Sem 12       |
| --------------- | --------------------------------------- | ----------------------------------- | ------------------------------ | ---------------------------- | ----------------- | ------------ | --------------- | ------------ | ------------ | ------------ | ------------ | ------------ |
| Fazendeiro      | Marlos                                  | Diego                               | Robson                         | Heloísa                      | Robson            | Bruna        | Pepê & Neném    | Andréia      | Marlos       | DH           | Ninguém      | Ninguém      |
| Vacas           | Diego                                   | Leo                                 | Leo                            | Robson                       | Pepê & Neném      | Leo          | Felipeh         | Robson       | Leo          | Marlos       | Leo          | Pepê & Neném |
| Vacas           | Diego                                   | Leo                                 | Leo                            | Robson                       | Pepê & Neném      | Leo          | Felipeh         | Bruna        | Leo          | Marlos       | Leo          | Pepê & Neném |
| Lhama           | Heloísa                                 | Cristina                            | Cristina                       | DH                           | Débora            | Pepê & Neném | Débora          | Heloísa      | Felipeh      | Brunninha    | Babi         | Leo          |
| Lhama           | Heloísa                                 | Cristina                            | Cristina                       | DH                           | Débora            | Pepê & Neném | Débora          | Heloísa      | Débora       | Brunninha    | Babi         | Babi         |
| Búfalo          | Lorena                                  | Bruna                               | Lorena                         | Lorena                       | Andréia           | Lorena       | Marlos          | Babi         | Andréia      | Ninguém      | Ninguém      | Ninguém      |
| Búfalo          | Lorena                                  | Bruna                               | Lorena                         | Lorena                       | Andréia           | Débora       | Marlos          | Babi         | Andréia      | Ninguém      | Ninguém      | Ninguém      |
| Cavalos         | Roy                                     | Débora                              | Marlos                         | Andréia                      | DH                | Marlos       | Robson          | Leo          | Pepê & Neném | Babi         | Heloísa      | Heloísa      |
| Ovelhas         | Brunninha                               | Andréia                             | Brunninha                      | Roy                          | Leo               | Brunninha    | DH              | DH           | Brunninha    | Andréia      | Brunninha    | DH           |
| Ovelhas         | Brunninha                               | Andréia                             | Brunninha                      | Roy                          | Leo               | Brunninha    | DH              | DH           | Brunninha    | Andréia      | Andréia      | DH           |
| Cabras          | Leo                                     | Pepê & Neném                        | Pepê & Neném                   | Débora                       | Marlos            | Heloísa      | Bruna           | Pepê & Neném | Babi         | Débora       | Pepê & Neném | Babi         |
| Cabras          | Leo                                     | Pepê & Neném                        | Pepê & Neném                   | Débora                       | Marlos            | Heloísa      | Bruna           | Pepê & Neném | Babi         | Brunninha    | Pepê & Neném | Babi         |
| Horta e Plantas | Robson                                  | Robson                              | Bruna                          | Bruna                        | Lorena            | Andréia      | Leo             | Felipeh      | DH           | Leo          | DH           | Leo          |
| Horta e Plantas | Robson                                  | Robson                              | Bruna                          | Bruna                        | Lorena            | Andréia      | Leo             | Felipeh      | DH           | Leo          | DH           | Pepê & Neném |
| Porcos          | Oscar                                   | Oscar                               | Heloísa                        | Pepê & Neném                 | Bruna             | DH           | Cristina        | Marlos       | Heloísa      | Pepê & Neném | Andréia      | Pepê & Neném |
| Porcos          | Oscar                                   | Oscar                               | Heloísa                        | Pepê & Neném                 | Bruna             | DH           | Heloísa         | Marlos       | Heloísa      | Pepê & Neném | Andréia      | Pepê & Neném |
| Avestruzes      | Felipeh                                 | Felipeh                             | Felipeh                        | Diego                        | Heloísa           | Felipeh      | Marlos          | Bruna        | Bruna        | Bruna        | DH           | DH           |
| Avestruzes      | Felipeh                                 | Felipeh                             | Felipeh                        | Felipeh                      | Heloísa           | Felipeh      | Marlos          | Bruna        | Bruna        | Bruna        | DH           | DH           |
| Aves            | Babi                                    | Babi                                | DH                             | Babi                         | Brunninha         | Robson       | Babi            | Brunninha    | Débora       | Pepê & Neném | Babi         | Babi         |
| Lixo            | Bruna                                   | DH                                  | Babi                           | Cristina                     | Felipeh           | Cristina     | Brunninha       | Débora       | Andréia      | Marlos       | Leo          | DH           |
| Sem obrigações  | Andréia Cristina Débora DH Pepê & Neném | Brunninha Heloísa Lorena Marlos Roy | Andréia Débora Diego Oscar Roy | Brunninha Felipeh Leo Marlos | Babi Cristina Roy | Babi Débora  | Andréia Heloísa | Ninguém      | Ninguém      | Ninguém      | Ninguém      | Ninguém      |

- A obrigação com o búfalo foi retirada do programa a partir da 10ª semana (com a nomeação de DH para fazendeiro).

### Punições
Quando há o descumprimento de alguma regra, demora ou erro no cuidado dos animais, os peões recebem alguma punição que prejudique o lazer na sede.
| Data  | Peão          | Motivo | Duração                 | Punição                                                         | Fazendeiro da Semana |
| ----- | ------------- | --- | ----------------------- | --------------------------------------------------------------- | -------------------- |
| 19/09 | Diego         | Mau uso do microfone | 4 horas                 | Sem água                                                        | Marlos               |
| 21/09 | Leo           | Não atendeu aos sinais sonoros da obrigação das cabras                                                                           | 12 horas                | Sem acesso ao reservado da sede                                 | Marlos               |
| 22/09 | Marlos        | Trocou objeto com peão do celeiro                                                                                                | 8 horas                 | Sem água encanada                                               | Marlos               |
| 24/09 | Cristina      | Problemas no trato com a lhama                                                                                                   | 24 horas                | Sem gás                                                         | Diego                |
| 24/09 | Débora        | Trocou de roupa no reservado | 24 horas                | Sem academia                                                    | Diego                |
| 26/09 | Pepê & Neném  | Problemas no trato com as cabras (dosaram quantidade errada de feno)                                                             | 24 horas                | Sem ovos                                                        | Diego                |
| 28/09 | Felipeh       | Problemas no trato com os avestruzes                                                                                             | 24 horas                | Sem água quente                                                 | Diego                |
| 29/09 | Babi          | Deixou o lago das aves transbordar                                                                                               | 24 horas                | Piscina interditada                                             | Diego                |
| 30/09 | Andréia       | Esqueceu o leite das ovelhas no celeiro                                                                                          | 24 horas                | Sem água encanada e sem acesso à bomba d'água                   | Diego                |
| 01/10 | Heloísa       | Problema no trato com os porcos (Descartou os dejetos em lugar errado)                                                           | 24 horas                | Sem sal                                                         | Robson               |
| 01/10 | Felipeh (2)   | Problemas no trato com os avestruzes (Colocou a ração no comedouro errado)                                                       | 24 horas                | Sem sal                                                         | Robson               |
| 01/10 | DH            | Problemas no trato com as aves (Lavou o lago em dia não permitido)                                                               | 24 horas                | Sem sal                                                         | Robson               |
| 03/10 | Diego (2)     | Fez necessidades fisiológicas fora do reservado                                                                                  | 24 horas                | Sem carne                                                       | Robson               |
| 05/10 | Felipeh (3)   | Não atendeu aos sinais sonoros da obrigação dos avestruzes                                                                       | 24 horas                | Sem acesso ao reservado da sede                                 | Robson               |
| 08/10 | Heloísa (2)   | Pulou na piscina com o microfone                                                                                                 | 12 horas                | Sem água e sem acesso ao reservado da sede                      | Heloísa              |
| 09/10 | Robson        | Utilizou o reservado da sede, que estava interditado                                                                             | 12 horas                | Sem gás                                                         | Heloísa              |
| 13/10 | DH (2)        | Não atendeu aos sinais sonoros da obrigação da lhama                                                                             | Até a próxima reposição | Sem café                                                        | Heloísa              |
| 13/10 | Babi (2)      | Deixou o lago das aves transbordar                                                                                               | Não informado           | Não informado                                                   | Heloísa              |
| 14/10 | Heloísa (3)   | Permaneceu no celeiro em horário proibido                                                                                        |                         |                                                                 | Heloísa              |
| 18/10 | Heloísa (4)   | Erro no trato com os avestruzes (Não limpou o balde antes de colocar a ração)                                                    |                         |                                                                 | Robson               |
| 25/10 | Bruna         | Não cumpriram com as obrigações até o final (Bruna realizou a tarefa no lugar de Andréia, que era cuidar da horta e das plantas) | 1 semana                | Sem ovos e sem farinha de trigo                                 | Bruna                |
| 25/10 | Brunninha     | Não cumpriram com as obrigações até o final (Bruna realizou a tarefa no lugar de Andréia, que era cuidar da horta e das plantas) | 1 semana                | Sem ovos e sem farinha de trigo                                 | Bruna                |
| 26/10 | Marlos (2)    | Ultrapassou os limites do celeiro                                                                                                | Indeterminado           | Proibida a permanência dos peões da sede no celeiro             | Bruna                |
| 27/10 | Débora (2)    | Permaneceu no celeiro | 48 horas                | Sem gás                                                         | Bruna                |
| 27/10 | Débora (3)    | Escreveu bilhete para outro participante                                                                                         | 24 horas                | Sem água encanada                                               | Bruna                |
| 28/10 | Cristina (2)  | Mencionou mídia social durante o programa ao vivo                                                                                | +24 horas               | Sem água encanada (somando à punição de Débora, foram 48 horas) | Bruna                |
| 01/11 | DH (3)        | Permaneceram no celeiro em horário proibido                                                                                      | 3 dias                  | Sem carne                                                       | Pepê & Neném         |
| 01/11 | Brunninha (2) | Permaneceram no celeiro em horário proibido                                                                                      | 3 dias                  | Sem carne                                                       | Pepê & Neném         |
| 02/11 | Andréia (2)   | Tomou banho na sede (Peões no celeiro só podem tomar banho na área externa)                                                      | 1 noite                 | Dormir com as luzes acesas                                      | Pepê & Neném         |
| 19/11 | Bruna (2)     | Não atendeu aos sinais sonoros da obrigação com os avestruzes                                                                    |                         |                                                                 | DH                   |
| 22/11 | Heloísa (5)   | Fez necessidades fisiológicas fora do reservado                                                                                  | 1 noite                 | Dormir fora da sede                                             | DH                   |
| 29/11 | Heloísa (6)   | Acenderam cigarro dentro da sede (Existe uma área exclusiva para fumantes fora da sede)                                          | 30 horas                | Sem água encanada                                               | (nenhum)             |
| 29/11 | DH (4)        | Acenderam cigarro dentro da sede (Existe uma área exclusiva para fumantes fora da sede)                                          | 30 horas                | Sem acesso ao reservado da sede                                 | (nenhum)             |
| 03/12 | Babi (3)      | Problemas no trato com as cabras                                                                                                 | 24 horas                | Sem água                                                        | (nenhum)             |

### Votação
|                       |                       | Sem 2                       | Sem 3                           | Sem 4                            | Sem 5                           | Sem 6                            | Sem 7                          | Sem 8                        | Sem 9                         | Sem 10                            | Sem 10                      | Sem 11                       | Sem 11                             | Sem 12                                   | Sem 12                     | Sem 13                             | Sem 13                     | Votos recebidos |
| Dia 66                | Dia 68                | Sem 2                       | Sem 3                           | Sem 4                            | Sem 5                           | Sem 6                            | Sem 7                          | Sem 8                        | Sem 9                         | Dia 73                            | Dia 75                      | Dia 80                       | Dia 82                             | Dia 85                                   | Final                      |                                    |                            | Votos recebidos |
| --------------------- | --------------------- | --------------------------- | ------------------------------- | -------------------------------- | ------------------------------- | -------------------------------- | ------------------------------ | ---------------------------- | ----------------------------- | --------------------------------- | --------------------------- | ---------------------------- | ---------------------------------- | ---------------------------------------- | -------------------------- | ---------------------------------- | -------------------------- | --------------- |
| Fazendeiro da Semana  | Fazendeiro da Semana  | Marlos                      | Diego                           | Robson                           | Heloísa                         | Robson                           | Bruna                          | Pepê & Neném                 | Andréia                       | Marlos                            | DH                          | (nenhum)                     | (nenhum)                           | (nenhum)                                 | (nenhum)                   | (nenhum)                           | (nenhum)                   |                 |
| Poder da Chave        | Poder da Chave        | Bruna                       | Leo                             | Roy                              | Andréia                         | Brunninha                        | Leo                            | Bruna                        | Marlos                        | DH                                | DH                          | Heloísa                      | Heloísa                            | Leo                                      | (nenhum)                   | (nenhum)                           | (nenhum)                   |                 |
| Excluídos             | Excluídos             | Andréia Brunninha DH Roy    | Andréia Brunninha DH Marlos Roy | Babi Débora Heloísa Pepê & Neném | Babi Débora Pepê & Neném Robson | Babi Débora Heloísa Pepê & Neném | Andréia Brunninha DH Marlos    | Andréia Babi Heloísa Robson  | Babi Heloísa Pepê & Neném     | Andréia Babi Heloísa Pepê & Neném | (nenhum)                    | Brunninha DH Leo Marlos      | (nenhum)                           | Andréia Babi DH Heloísa Leo Pepê & Neném | (nenhum)                   | (nenhum)                           | (nenhum)                   |                 |
| Indicado (Fazendeiro) | Indicado (Fazendeiro) | Heloísa                     | Oscar                           | Diego                            | Roy                             | Bruna                            | Heloísa                        | Débora                       | Felipeh                       | Babi                              | Bruna                       | (nenhum)                     | (nenhum)                           | (nenhum)                                 | (nenhum)                   | (nenhum)                           | (nenhum)                   |                 |
| Indicado (Peões)      | Indicado (Peões)      | Diego                       | Robson                          | Felipeh                          | Marlos                          | Felipeh                          | Cristina                       | Robson                       | Leo                           | Débora                            | Leo                         | Marlos                       | Brunninha                          | Babi                                     | (nenhum)                   | (nenhum)                           | (nenhum)                   |                 |
| Indicado (Outros)     | Indicado (Outros)     | Roy                         | Roy                             | Heloísa                          | Robson                          | Pepê & Neném                     | Pepê & Neném                   | Andréia                      | Marlos                        | (nenhum)                          | (nenhum)                    | Leo                          | Pepê & Neném                       | Pepê & Neném                             | Babi Leo                   | Babi Pepê & Neném                  | (nenhum)                   |                 |
| Indicado (Outros)     | Indicado (Outros)     | Roy                         | Roy                             | Heloísa                          | Robson                          | Lorena [nota 11]                 | Pepê & Neném                   | Andréia                      | Marlos                        | (nenhum)                          | (nenhum)                    | Leo                          | Pepê & Neném                       | Andréia [nota 24]                        | Babi Leo                   | Babi Pepê & Neném                  | (nenhum)                   |                 |
|                       |                       |                             |                                 |                                  |                                 |                                  |                                |                              |                               |                                   |                             |                              |                                    |                                          |                            |                                    |                            |                 |
|                       | DH                    | Vetado                      | Robson                          | Felipeh                          | Débora                          | Felipeh                          | Cristina                       | Robson                       | Leo                           | Bruna                             | Fazendeiro                  | Marlos                       | Andréia                            | Babi                                     | Salvo                      | Salvo                              | Vencedor (Dia 90)          | 18              |
|                       | Babi                  | Diego                       | Robson                          | Felipeh                          | Marlos (x2)                     | Felipeh                          | Marlos                         | Robson                       | Leo                           | Vetada                            | Vetada                      | Marlos                       | Brunninha                          | DH                                       | Roça                       | Roça                               | 2º lugar (Dia 90)          | 12              |
|                       | Heloísa               | Diego                       | Robson                          | Felipeh                          | Fazendeira                      | Felipeh                          | Marlos                         | Robson                       | Leo                           | Débora                            | Leo                         | Marlos                       | Brunninha                          | DH                                       | Imune                      | Imune                              | 3º lugar (Dia 90)          | 2               |
|                       | Pepê & Neném          | Diego                       | Robson                          | Felipeh                          | Marlos                          | Felipeh                          | Cristina                       | Fazendeiras                  | Leo                           | Débora                            | Leo                         | Marlos                       | Andréia                            | Babi                                     | Salvas                     | Roça                               | Eliminadas (Dia 87)        | 18              |
|                       | Leo                   | Oscar                       | Pepê & Neném                    | Felipeh                          | Marlos                          | Pepê & Neném                     | Cristina                       | DH                           | Babi                          | Pepê & Neném                      | Brunninha                   | Pepê & Neném                 | Vetado                             | Babi                                     | Roça                       | Pepê & Neném                       | Eliminado (Dia 84)         | 10              |
|                       | Andréia               | Diego                       | Robson                          | Felipeh                          | Robson                          | Felipeh                          | Cristina                       | Robson                       | Fazendeira                    | Débora                            | Leo                         | Pepê & Neném                 | Brunninha                          | DH                                       | Eliminada (Dia 82)         | Pepê & Neném                       | Eliminada (Dia 82)         | 4               |
|                       | Brunninha             | Diego                       | Robson                          | Felipeh                          | Robson                          | Felipeh                          | Cristina                       | Robson                       | Bruna                         | Bruna                             | Leo                         | Babi                         | Andréia                            | Eliminada (Dia 77)                       | Eliminada (Dia 77)         | Babi                               | Eliminada (Dia 77)         | 7               |
|                       | Marlos                | Fazendeiro                  | Robson                          | Felipeh                          | Robson                          | Felipeh                          | Babi                           | Robson                       | Leo                           | Fazendeiro                        | Leo                         | Babi                         | Eliminado (Dia 75)                 | Eliminado (Dia 75)                       | Eliminado (Dia 75)         | Pepê & Neném                       | Eliminado (Dia 75)         | 12              |
|                       | Bruna                 | Oscar                       | Pepê & Neném                    | Felipeh                          | DH                              | Débora                           | Fazendeira                     | DH                           | Babi                          | Débora                            | Brunninha                   | Eliminada (Dia 70)           | Eliminada (Dia 70)                 | Eliminada (Dia 70)                       | Eliminada (Dia 70)         | DH                                 | Eliminada (Dia 70)         | 7               |
|                       | Débora                | Diego                       | Robson                          | Felipeh                          | Brunninha                       | Felipeh                          | Cristina                       | Robson                       | Bruna                         | Andréia                           | Eliminada (Dia 68)          | Eliminada (Dia 68)           | Eliminada (Dia 68)                 | Eliminada (Dia 68)                       | Eliminada (Dia 68)         | Pepê & Neném (x2)                  | Eliminada (Dia 68)         | 7               |
|                       | Felipeh               | Oscar                       | Pepê & Neném                    | Lorena                           | DH                              | Pepê & Neném                     | Brunninha                      | DH                           | Babi                          | Eliminado (Dia 63)                | Eliminado (Dia 63)          | Eliminado (Dia 63)           | Eliminado (Dia 63)                 | Eliminado (Dia 63)                       | Eliminado (Dia 63)         | DH                                 | Eliminado (Dia 63)         | 22              |
|                       | Robson                | Diego                       | Felipeh                         | Fazendeiro                       | Marlos                          | Fazendeiro                       | Cristina                       | Marlos                       | Eliminado (Dia 56)            | Eliminado (Dia 56)                | Eliminado (Dia 56)          | Eliminado (Dia 56)           | Eliminado (Dia 56)                 | Eliminado (Dia 56)                       | Eliminado (Dia 56)         | DH                                 | Eliminado (Dia 56)         | 19              |
|                       | Cristina              | Oscar                       | Roy                             | Felipeh                          | Pepê & Neném                    | DH                               | DH                             | Eliminada (Dia 49)           | Eliminada (Dia 49)            | Eliminada (Dia 49)                | Eliminada (Dia 49)          | Eliminada (Dia 49)           | Eliminada (Dia 49)                 | Eliminada (Dia 49)                       | Eliminada (Dia 49)         | DH                                 | Eliminada (Dia 49)         | 7               |
|                       | Lorena                | Oscar                       | Pepê & Neném                    | Felipeh                          | DH                              | Pepê & Neném                     | Eliminada (Dia 42)             | Eliminada (Dia 42)           | Eliminada (Dia 42)            | Eliminada (Dia 42)                | Eliminada (Dia 42)          | Eliminada (Dia 42)           | Eliminada (Dia 42)                 | Eliminada (Dia 42)                       | Eliminada (Dia 42)         | DH                                 | Eliminada (Dia 42)         | 1               |
|                       | Roy                   | Diego                       | Robson                          | Lorena                           | Babi                            | Eliminado (Dia 35)               | Eliminado (Dia 35)             | Eliminado (Dia 35)           | Eliminado (Dia 35)            | Eliminado (Dia 35)                | Eliminado (Dia 35)          | Eliminado (Dia 35)           | Eliminado (Dia 35)                 | Eliminado (Dia 35)                       | Eliminado (Dia 35)         | Pepê & Neném                       | Eliminado (Dia 35)         | 2               |
|                       | Diego                 | Oscar                       | Fazendeiro                      | DH                               | Eliminado (Dia 28)              | Eliminado (Dia 28)               | Eliminado (Dia 28)             | Eliminado (Dia 28)           | Eliminado (Dia 28)            | Eliminado (Dia 28)                | Eliminado (Dia 28)          | Eliminado (Dia 28)           | Eliminado (Dia 28)                 | Eliminado (Dia 28)                       | Eliminado (Dia 28)         | DH                                 | Eliminado (Dia 28)         | 10              |
|                       | Oscar                 | Diego                       | Bruna                           | Eliminado (Dia 21)               | Eliminado (Dia 21)              | Eliminado (Dia 21)               | Eliminado (Dia 21)             | Eliminado (Dia 21)           | Eliminado (Dia 21)            | Eliminado (Dia 21)                | Eliminado (Dia 21)          | Eliminado (Dia 21)           | Eliminado (Dia 21)                 | Eliminado (Dia 21)                       | Eliminado (Dia 21)         | Pepê & Neném                       | Eliminado (Dia 21)         | 7               |
|                       |                       |                             |                                 |                                  |                                 |                                  |                                |                              |                               |                                   |                             |                              |                                    |                                          |                            |                                    |                            |                 |
| Notas                 | Notas                 | 1, 2, 3, 4                  | 5                               | 6, 7                             | 8, 9                            | 10, 11                           | 12, 13                         | 14                           | 15                            | 16                                | 16                          | 17, 18, 19                   | 20, 21                             | 22, 23, 24                               | 25                         | 26                                 | 27                         |                 |
| Pré-Roça              | Pré-Roça              | Diego Heloísa Roy           | Oscar Robson Roy                | Diego Felipeh Heloísa            | Marlos Robson Roy               | Bruna Felipeh Lorena             | Cristina Heloísa Pepê & Neném  | Andréia Débora Robson        | Felipeh Leo Marlos            | (nenhum)                          | (nenhum)                    | (nenhum)                     | (nenhum)                           | (nenhum)                                 | Babi DH Leo Pepê & Neném   | Babi DH Pepê & Neném               | (nenhum)                   |                 |
| Salvo                 | Salvo                 | Diego                       | Robson                          | Heloísa                          | Robson                          | Bruna                            | Pepê & Neném                   | Andréia                      | Marlos                        | (nenhum)                          | (nenhum)                    | (nenhum)                     | (nenhum)                           | (nenhum)                                 | DH Pepê & Neném            | DH                                 | (nenhum)                   |                 |
| Roça                  | Roça                  | Heloísa Roy                 | Oscar Roy                       | Diego Felipeh                    | Marlos Roy                      | Felipeh Lorena                   | Cristina Heloísa               | Débora Robson                | Felipeh Leo                   | Babi Débora                       | Bruna Leo                   | Leo Marlos                   | Brunninha Pepê & Neném             | Andréia Babi                             | Babi Leo                   | Babi Pepê & Neném                  | Babi DH Heloísa            |                 |
| Eliminado             | Eliminado             | Roça anulada Sem eliminação | Oscar 40,75% para continuar     | Diego 24,76% para continuar      | Roy 20,72% para continuar       | Lorena 47,61% para continuar     | Cristina 27,91% para continuar | Robson 39,80% para continuar | Felipeh 17,73% para continuar | Débora 48,03% para continuar      | Bruna 11,98% para continuar | Marlos 26,87% para continuar | Brunninha 44,28% para continuar    | Andréia 24,40% para continuar            | Leo 37,58% para continuar  | Pepê & Neném 34,86% para continuar | Heloísa 18,57% para vencer |                 |
| Eliminado             | Eliminado             | Roça anulada Sem eliminação | Oscar 40,75% para continuar     | Diego 24,76% para continuar      | Roy 20,72% para continuar       | Lorena 47,61% para continuar     | Cristina 27,91% para continuar | Robson 39,80% para continuar | Felipeh 17,73% para continuar | Débora 48,03% para continuar      | Bruna 11,98% para continuar | Marlos 26,87% para continuar | Brunninha 44,28% para continuar    | Andréia 24,40% para continuar            | Leo 37,58% para continuar  | Pepê & Neném 34,86% para continuar | Babi 37,05% para vencer    |                 |
| Outras %              | Outras %              | Roça anulada Sem eliminação | Roy 59,25% para continuar       | Felipeh 75,24% para continuar    | Marlos 79,28% para continuar    | Felipeh 52,39% para continuar    | Heloísa 72,09% para continuar  | Débora 60,20% para continuar | Leo 82,27% para continuar     | Babi 51,97% para continuar        | Leo 88,02% para continuar   | Leo 73,13% para continuar    | Pepê & Neném 55,72% para continuar | Babi 75,60% para continuar               | Babi 62,42% para continuar | Babi 65,14% para continuar         | DH 44,38% para vencer      |                 |

#### Legendas
|  | Começou na Equipe Avestruz |  | Começou na Equipe Coelho |  | Começou na Equipe Ovelha |  | Começou sem equipe |  | Imune |  | Vetado(a) |

## Classificação geral
| Pos. | Participante      | Meio de indicação          | % para continuar | Eliminado em |
| ---- | ----------------- | -------------------------- | ---------------- | ------------ |
| 1    | DH Silveira       | Finalista                  | 44,38%           | —            |
| 2    | Babi Rossi        | Finalista                  | 37,05%           | —            |
| 3    | Heloísa Faissol   | Finalista                  | 18,57%           | —            |
| 4    | Pepê & Neném      | Ex-Peões (6 votos)         | 34,86%           | Semana 13    |
| 5    | Leo Rodriguez     | Prova de Imunidade         | 37,58%           | Semana 12    |
| 6    | Andréia Sorvetão  | Poder da Chave (Leo)       | 24,40%           | Semana 12    |
| 7    | MC Brunninha      | Peões (3 votos)            | 44,28%           | Semana 11    |
| 8    | Marlos Cruz       | Peões (4 votos)            | 26,87%           | Semana 11    |
| 9    | Bruna Tang        | Fazendeiro (DH)            | 11,98%           | Semana 10    |
| 10   | Débora Lyra       | Peões (4 votos)            | 48,03%           | Semana 10    |
| 11   | Felipeh Campos    | Fazendeira (Andréia)       | 17,73%           | Semana 9     |
| 12   | Robson Caetano    | Peões (7 votos)            | 39,80%           | Semana 8     |
| 13   | Cristina Mortágua | Peões (7 votos)            | 27,91%           | Semana 7     |
| 14   | Lorena Bueri      | Poder da Chave (Brunninha) | 47,61%           | Semana 6     |
| 15   | Roy Rosselló      | Fazendeira (Heloisa)       | 20,72%           | Semana 5     |
| 16   | Diego Cristo      | Fazendeiro (Robson)        | 24,76%           | Semana 4     |
| 17   | Oscar Maroni      | Fazendeiro (Diego)         | 40,75%           | Semana 3     |